# NGC 1935
NGC 1935 is een emissienevel in de Grote Magelhaense Wolk  in het sterrenbeeld Goudvis. Het hemelobject werd op 23 november 1834 ontdekt door de Britse astronoom John Herschel.

## Synoniemen
- IC 2126
- ESO 56-EN110